# Kate
 Ovo je glavno značenje pojma Kate. Za druga značenja pogledajte Kate (razdvojba).
Ako je kihon srce i mozak karatea, onda je kata njegova kralježnica. Kata je skup poteza, koje imaju svoj oblik, red po kojem se rade. Pokazuju borbu sa zamišljenim protivnikom, a ima ih 26. Kate su modeli pokreta i tehnika koje prikazuju principe borbe ili borbu sa zamišljenim protivnikom, tj. ona je zamišljena kao skup pokreta koji prikazuju različite tipove napada i obrane pod idealnim okolnostima.
Važno je zapamtiti da su one razvijene dok još nije bila razvijena pismenost na Okinawi ili Kini, pa su fizičke rutine bile logična metoda za čuvanje ovog tipa informacija. Također je važno zapamtiti da ti pokreti mogu imati različita objašnjenja kao tehnike samoobrane - nema 'standardnog dobrog ili lošeg' načina za objašnjenje, ali objašnjenja mogu imati više ili manje pomoći u pravoj borbi.